# 9A-91
Il 9A-91 è un fucile d'assalto attualmente in uso alle forze di polizia russe.

## Tecnica
Il 9A-91 è un fucile azionato a gas con otturatore rotante che utilizza un pistone a corsa lunga posto proprio sopra la canna dell'arma.
Il castello è realizzato in acciaio stampato, le impugnature sono invece realizzate in polimero ultraresistente. Il calcio, realizzato in acciaio, si ripiega sopra al castello se non viene utilizzato. La leva di armamento si trova sul lato destro dell'arma.
Il selettore a tre posizioni (sicura, semi automatico e fuoco automatico) è posto solamente sul lato sinistro dell'arma, appena sopra il grilletto. La diottra posteriore è settata su 100 m e 200 m, ma i proiettili subsonici dell'arma, che descrivono traiettorie molto curve, rendono l'arma inefficace sopra i 100 m.
Tuttavia, su tale distanza il proiettile 9 × 39 mm è molto più efficace in penetrazione e potere d'arresto rispetto a tutte le altre munizioni da 9 mm, 5,56 mm e 5,45 mm (come ad esempio le munizioni di AKS-74u o HK33).